# Kučín (okres Bardejov)
Kučín je obec na Slovensku v okrese Bardejov. Žije zde 327 obyvatel, první písemná zmínka pochází z roku 1315. Nachází se zde římskokatolický kostel Obětování Páně zmiňovaný již ve 14. století.